# チャペック (小惑星)
チャペック (1931 Čapek) は、小惑星帯の小惑星。チェコの天文学者ルボシュ・コホーテクがドイツ・ベルゲドルフのハンブルク天文台で発見した。
チェコの作家カレル・チャペックから命名された。